# کایرنراین
کایرنراین (به انگلیسی: Cairnryan) یک روستا در اسکاتلند است که در دامفریس و گالووی واقع شده‌است. کایرنراین ۱۴۲ نفر جمعیت دارد.